# الفرسان الثلاثة (فلم 2011)
الفرسان الثلاثة (أو:The Tree Musketeers) هو فيلم مقتبس من رواية الفرسان الثلاثة ويستخدم هذا المرة بتقنية ثري دي قصة الفيلم واسمه قدموا في أكثر من عمل وكان أنجحهم وأكثرهم شهرة في عام 1993 بطولة ميلا جوفوفيتش ولوجان ليرمان وأورلاندو بلوم

## القصة
تدور أحداث الفيلم حول الفرسان الثلاثة واتحادهم لمحاولة هزيمة الشر وفشل المحاولات العديدة التي تجتاح أوروبا أثناء الحرب في الاستيلاء ع العرش.

## نجوم العمل
- ماثيو ماكفادين (آثوس)
- لوك ايفانز (آراميس)
- راي ستيفينسون (بورثوس)
- لوجان ليرمان (دارتانيان)
- أورلاندو بلوم (دوق بكنغهام)
- ميلا جوفوفيتش (ميلادي)
- هيلين جورج (بلوندي)
- كريستيان اولفير (فينيتيان)
- تيل شواجر (كاجلياسترو)

## روابط خارجية
- مقالات تستعمل روابط فنية بلا صلة مع ويكي بيانات